# Tsivlós
Tsivlós, en grec moderne : Τσιβλός, est un village du dème d'Égialée, district régional d'Achaïe, en Grèce-Occidentale.
Selon le recensement de 2011, la population du village compte 9 habitants.